# Autorità europea degli strumenti finanziari e dei mercati
L'Autorità europea degli strumenti finanziari e dei mercati (in inglese European Securities and Markets Authority, da cui la sigla ESMA) è un organismo dell'Unione europea che, dal 1º gennaio 2011, ha il compito di sorvegliare il mercato finanziario europeo. A essa partecipano tutte le autorità di vigilanza bancaria dell'Unione europea. L'Autorità sostituisce il Committee of European Securities Regulators (CESR) e ha sede a Parigi.

## Panoramica generale
L'ESMA opera nel campo della legislazione sui titoli e della regolamentazione, per migliorare il funzionamento dei mercati finanziari in Europa, rafforzando la protezione degli investitori e la cooperazione tra le autorità nazionali competenti.
L'idea alla base dell'ESMA è quella di istituire una "vigilanza sui mercati finanziari a livello europeo". Uno dei suoi compiti principali è quello di regolare le agenzie di rating del credito. Nel 2010 le agenzie di rating del credito sono state criticate per la mancanza di trasparenza nelle loro valutazioni e per un possibile conflitto di interessi. Allo stesso tempo, l'impatto dei rating assegnati è diventato significativo per le imprese e le banche, ma anche per gli Stati sovrani.

## Obiettivi
L'Autorità contribuisce a salvaguardare la stabilità del sistema finanziario dell'Unione europea, garantendo l'integrità, la trasparenza, l'efficienza e il regolare funzionamento dei mercati mobiliari, nonché di migliorare la tutela degli investitori.
L'Autorità:
- contribuisce allo sviluppo di un codice di regole unico in Europa sulla legislazione sui valori mobiliari.
- assicura il trattamento omogeneo degli investitori in tutta l'Unione, consentendo un adeguato livello di tutela degli investitori attraverso regolamentazione e vigilanza efficaci.
- promuove le condizioni paritarie di concorrenza per i fornitori di servizi finanziari, oltre a garantire l'efficienza e l'efficacia dei costi di vigilanza per le società controllate.
- rafforza la cooperazione internazionale nel settore della vigilanza.
- si impegna alla vigilanza di determinati soggetti aventi portata paneuropea.
- è responsabile del coordinamento delle azioni delle autorità di vigilanza di titoli o di adottare misure di emergenza, quando sussiste una situazione di crisi.

## Storia
Durante la grande recessione alcune istituzioni finanziarie europee si sono trovate in difficoltà e hanno messo a rischio l'intera stabilità finanziaria dell'Unione europea.
Nel 2008 Il Presidente della Commissione europea, José Manuel Barroso, istituisce un gruppo indipendente di esperti guidato da Jacques de Larosière, che nel febbraio del 2009 presenta un rapporto alla Commissione europea con alcune raccomandazioni per rafforzare la sorveglianza sul sistema finanziario europeo. Le raccomandazioni del Rapporto del gruppo Larosière vengono accolte dagli organi comunitari. Il Consiglio dell'Unione europea nella riunione del 18 e 19 luglio 2009 approva la creazione di un Comitato europeo per il rischio sistemico per il monitoraggio della stabilità finanziaria a livello europeo.
Contestualmente il Consiglio approva anche l'istituzione di tre nuove autorità europee all'interno di un nuovo Sistema europeo di vigilanza finanziaria (SEVIF) (in inglese European System of Financial Supervisors):
- L'Autorità bancaria europea (in inglese European Banking Authority – EBA) per la vigilanza del mercato bancario;
- L'Autorità europea delle assicurazioni e delle pensioni aziendali e professionali (European Insurance and Occupational Pensions Authority - EIOPA) per la sorveglianza del mercato assicurativo;
- L'Autorità europea degli strumenti finanziari e dei mercati (European Securities and Markets Authority - ESMA) per la sorveglianza del mercato dei valori mobiliari.

## Composizione e compiti
All'interno dell'ESMA è istituito il Consiglio dei supervisori (autorità di vigilanza), che convalida le decisioni e approva il lavoro svolto dall'ESMA, ai sensi dei paragrafi 2, 3 e 4 del regolamento europeo.
Il Consiglio dei supervisori è formato dai Presidenti delle autorità di regolamentazione dei 27 Stati membri dell'Unione, oltreché da osservatori (senza diritto di voto) provenienti da Islanda, Liechtenstein, Norvegia, e altri designati dalla Commissione europea. Ne sono membri anche un rappresentante dell'Autorità bancaria europea, un membro dell'Autorità europea delle assicurazioni e delle pensioni aziendali e professionali, ed un membro del Sistema europeo di vigilanza finanziaria.
Il consiglio dei supervisori delibera:
- con voto a maggioranza qualificata, per le decisioni relative alle norme tecniche e alle linee-guida;
- con voto capitario e a maggioranza semplice, per tutte le altre.

## Ruolo dei comitati permanenti
In generale, il lavoro quotidiano per preparare le proposte destinate al Consiglio di Vigilanza è svolto da comitati permanenti già esistenti al tempo del CESR (predecessore dell'ESMA). Questi comitati sono presieduti dai rappresentanti nazionali, che solitamente sono anche membri del Consiglio dei Supervisori. 
I comitati convocano esperti nazionali, coadiuvati dai dipendenti dell'ESMA, nella veste di relatori della Commissione.
Ogni comitato permanente istituisce in genere al proprio interno un gruppo di lavoro consultivo, composto da operatori, consumatori e utenti. Questo gruppo di lavoro contribuisce allo sviluppo delle proposte.
Quando un documento è destinato alla consultazione pubblica, e una volta adottato dal Consiglio di Vigilanza, viene pubblicato sul sito dell'ESMA e spesso viene organizzata una pubblica auudizione, di durata variabile, nella quale investitori professionisti, ovvero qualsiasi cittadino, può formulare critiche e proposte di modifica, che l'autohority si riserva di notificare e prendere in considerazione nel processo decisionale.
L'obiettivo dei comitati permanenti dell'ESMA è anche quello di rafforzare i legami tra i regolatori di una determinata area per aiutarli a sviluppare riferimenti comuni.
I comitati permanenti esistenti sono:
- Il comitato permanente per l'innovazione finanziaria, presieduto da Anneli Tuominen (Finlandia).
- Il comitato permanente per i mercati secondari, presieduto da Martin Wheatley (Regno Unito).
- Il comitato permanente per la protezione dei consumatori e degli intermediari, ha presieduto Jean-Paul Servais (Belgio).
- Il comitato permanente per 'linformativa societarie, presieduto Hannelore Lausch (Germania).
- Il comitato permanente del post-mercato, presieduto da Giuseppe Vegas (Italia).
- Il comitato permanente per la gestione degli investimenti, presieduto da Gareth Murphy (Irlanda).
- Il comitato permanente per la finanza societaria, presieduto da Gérard Rameix (Francia).
- Il comitato permanente per l'integrità del mercato, presieduto da Konstantinos Botopoulos (Grecia).